# Fuera de mí
«Fuera de mí» es una canción de la banda chilena La Ley, lanzada en agosto de 2000 como el tercer sencillo oficial de su álbum Uno (2000).

## Video musical
El video musical fue estrenado en MTV Latino en agosto del 2000.
El video para dicho sencillo fue filmado en el desierto de Atacama en el mismo Chile.

## Presentaciones en vivo
La canción fue presentada en Teletón Chile 2014.Además en otros eventos y conciertos de la banda la han interpretado.

## Lista de canciones
- CD sencillo[7][8]

## Posicionamiento en listas
| Lista (2000)      | Mejor posición |
| ----------------- | -------------- |
| Chile (EFE)       | 2              |
| El Salvador (EFE) | 7              |
| Guatemala (EFE)   | 3              |
| Honduras (EFE)    | 7              |